# Blanský les - podhůří
Blanský les - podhůří je zájmové sdružení právnických osob v okresu České Budějovice, jeho sídlem je Včelná a jeho cílem je spolupráce v oblasti cestovního ruchu, vzdělávání a kultury, zapojení do systému turistické a obchodní nabídky a zajišťování financování záměrů sdružení. Sdružuje celkem 20 obcí a byl založen v roce 2001.

## Obce sdružené v mikroregionu
- Boršov nad Vltavou
- Branišov
- Břehov
- Čakov
- Dubné
- Habří
- Homole
- Hradce
- Jankov
- Kamenný Újezd
- Kvítkovice
- Lipí
- Planá
- Radošovice
- Strýčice
- Včelná
- Vrábče
- Záboří
- Závraty
- Žabovřesky